# Браги Боддасон
Браги Боддасон — норвежский поэт-скальд раннего Средневековья.
В своей «Эдде» Снорри Стурлусон цитирует множество строф, которые он приписывает «Браги Боддасону старому» (Bragi Boddason inn gamli), норвежскому придворному поэту, который якобы творил при дворах несколько шведских королей, Рагнара Лодброка, Остена Бели и Бьёрна из Хоги, который правил в первой половине IX века. Браги иногда называется самым первым поэтом-скальдом и является первым из поэтов-скальдов, имя которого сохранилось в памяти потомков и стихи которого дошли до нашего времени.
Снорри особенно часто цитирует отрывки из творения Браги под названием «Рагнардрапа», поэмы, якобы написанной в честь знаменитого легендарного викинга Рагнара Лодброка, описывающей изображения на богато украшенном щите, который Рагнар подарил Браги. Изображения, по описаниям, включали бой Тора с мировым змеем Ёрмунгандом, вспашку Гевьон почвы Швеции, что привело к отделению от Швеции острова Зеландия, нападение Хамдира и Сёрли на короля Германариха и бесконечную битву между Хедином и Хёгни.
«Книга о заселении Исландии» («Ланднаумабоук») сообщает, что Браги был женат на Лофене, дочери Эрпра Лутанди, другого скальда, который служил шведскому королю Эйстену Бели. Они были среди предков позднего скальда Гуннлауга.